# Kubova Huť
Kubova Huť é uma comuna checa localizada na região da Boêmia do Sul, distrito de Prachatice.